# 嘉華建材

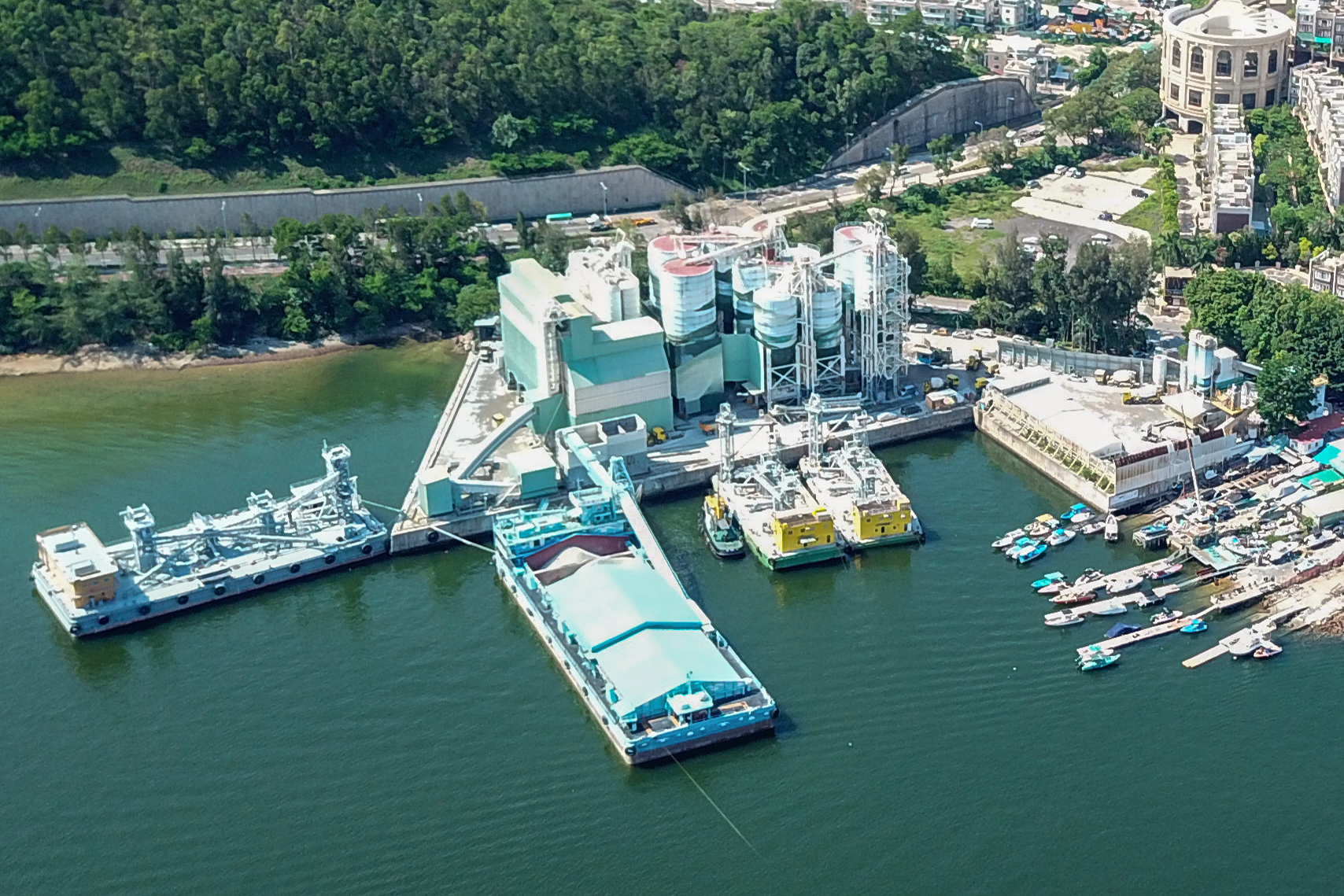
嘉華混凝土有限公司在三門仔的工場

嘉華建材有限公司，簡稱嘉華建材（英語：K. WAH CONSTRUCTION MATERIALS LIMITED，港交所除牌時0027.HK），在1987年由嘉華國際集團有限公司分拆建材業務，但現時為銀河娛樂集團有限公司旗下。
業務在香港和中國生產和銷售石料、礦渣微粉、水泥及其他下游建材產品。
該公司前身為「HINCHLEY LIMITED」，以及「國際筒業有限公司」，該股份曾在1991年10月7日於香港交易所主板上市，其後在2005年收購大股東持有的，銀河娛樂場股份有限公司，經股東大會通過，到了10月26日，更名為銀河娛樂集團有限公司。

## 外部連結
- 嘉華建材（页面存档备份，存于）